# Costa Bernstein

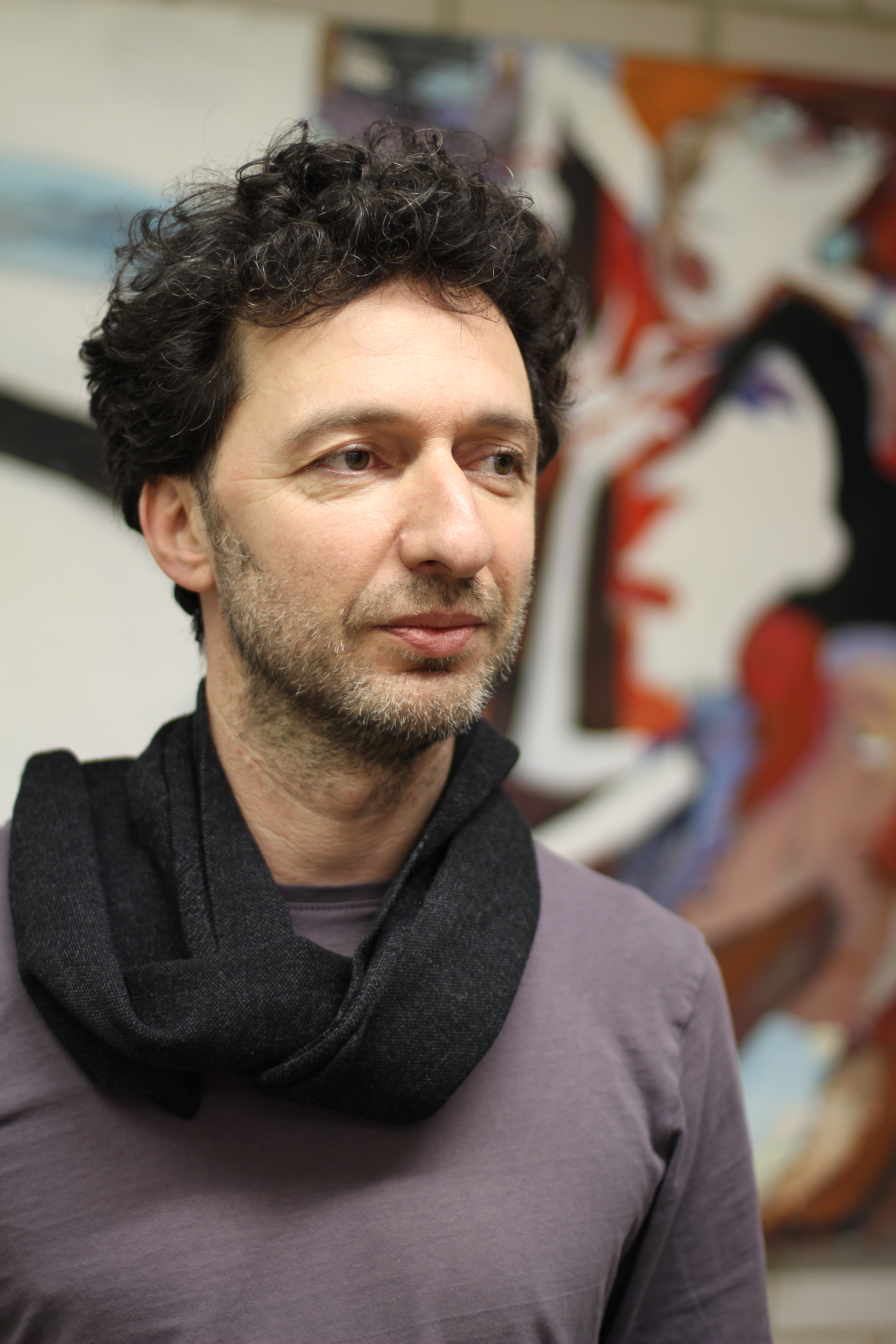
Costa Bernstein, 2016

Costa Bernstein (* 5. August 1973 als Konstantin Bernstein in Leningrad) ist ein russisch-israelischer Maler und Bildhauer.

## Leben und Werk
Costa Bernstein wuchs als Sohn eines Arztes und einer Lehrerin in Leningrad auf. Ab 1988 studierte er dort am Saint-Petersburg College of Architecture and Civil Engineering und machte 1992 seinen Abschluss.
Als er neunzehn Jahre alt war, zog er nach Haifa/Israel und nahm die israelische Staatsbürgerschaft an. 1993 bis 1997 studierte er in Haifa an der privaten I. Barilov-Kunstschule. 1999 machte er ebenfalls in Haifa eine Ausbildung zum Grafikdesigner und arbeitete seitdem als freischaffender Künstler und Privatdozent für Kunst.
2001 wurde er als Dozent für Grafik und Komposition an die Fakultät für Grafikdesign auf das Max Stern Academic College of Emek Yezreel berufen, wo er bis 2002 der Lehrtätigkeit nachging.
2002 folgte dann die Einreise nach Deutschland. Nach zwei Jahren in Wuppertal zog er 2004 nach Frankfurt am Main, wo er seiner künstlerischen Tätigkeit nachgeht und seit 2011 künstlerischer Leiter in der Kunstwerkstatt „Atelier EASTEND“ ist.
Brigitta Amalia Gonser (Kunstwissenschaftlerin) beschreibt im Katalog zur Ausstellung Künstlerhaus Weinberg und C des Staatlichen Museums für städtische Skulpturen, Sankt Petersburg, Costa Bernstein mit folgenden Worten: „Costa Bernstein verfügt über ein prägnantes Zeichentalent und besitzt ein ganzes Reisearchiv an Papier-Souvenirs, deren Fragmente er als collage-artige Elemente in seinen pittoresken Bildern einsetzt. Darin verbindet er Fiktion, Narration und Figuration mit einem betont expressiven Duktus. Und der Betrachter verliert sich entzückt in einem dichten Gespinst von Stories.“
Werke von Costa Bernstein sind in der Kunstsammlung des Frankfurter Rathauses, dem Offenbacher „Haus der Stadtgeschichte“, dem „GIZ“ und in zahlreichen Privatsammlungen in Deutschland, Israel, Frankreich, Niederlanden, Russland, USA und Kanada vertreten.

## Ausstellungen
- 1997: Ausstellungshalle „Benjanei Ha’uma“, Jerusalem, Israel
- 1998: Galerie „Carmel“, Haifa, Israel
- 2000: Galerie „Dizengoff“, Tel-Aviv, Israel
- 2001: Galerie „Hottentot“, Haifa, Israel
- 2003: Jüdische Galerie, Berlin, Deutschland
- 2005: Galerie „Plattform Sarai“, Frankfurt am Main, Deutschland
- 2005: Kunstverein „Art Contemporain au Meix Roblin’ de Gouloux“, Frankreich
- 2005: Atelier von Claude Correia, Saulieu, Frankreich
- 2006: Eulengasse, Verein zur Förderung zeitgenössischer Kunst und Kultur, Frankfurt am Main, Deutschland
- 2006: Künstlerhaus Kürten, Deutschland
- 2007: Staatliches Museum für städtische Skulpturen, St. Petersburg, Russland
- 2007: Ward Nasse Gallery, New York, USA
- 2007: Eulengasse, Verein zur Förderung zeitgenössischer Kunst und Kultur, Frankfurt am Main, Deutschland[2]
- 2007: Rosenborn-Galerie Künstlerkreis Kelkheim e.V., Frankfurt am Main, Deutschland
- 2007: Galerie „Anja Hannig“, Hilden, Deutschland
- 2007: Interkulturelle Bühne, Frankfurt am Main, Deutschland
- 2007: ARTE EM TODA PARTE, Olinda, Brasilien
- 2008: Galerie Tür, Sankt Petersburg
- 2008: Kunst Foyer Gallus Theater, Frankfurt am Main, Deutschland
- 2008: Eulengasse, Verein zur Förderung zeitgenössischer Kunst und Kultur, Frankfurt am Main, Deutschland
- 2008: Kunstraum Artrium, Bruchköbel, Deutschland
- 2009: Ausstellung „Collagen des Alltags“, Galerie der Heussenstamm Stiftung, Frankfurt am Main, Deutschland[3]
- 2009: Ausstellung „Gegenwelten“, Haus der Stadtgeschichte Offenbach, Deutschland[4]
- 2010: Galerie „Das Bilderhaus“, Frankfurt am Main, Deutschland[5]
- 2010: Galerie Salon 13, Offenbach, Deutschland
- 2010: Galerie der Heussenstamm Stiftung, Frankfurt am Main, Deutschland
- 2011: Huntenkunst 2011, Doetinchem, Niederlande
- 2011: GIZ Eschborn, Frankfurt am Main, Deutschland
- 2012: Theater „Die Schmiere“, Frankfurt am Main, Deutschland[6]
- 2012: Huntenkunst 2012, Doetinchem, Niederlande
- 2013: Basis, Frankfurt am Main, Deutschland
- 2013: BKK, Frankfurt am Main, Deutschland[7]
- 2014: Galerie der Heussenstamm Stiftung, Frankfurt am Main, Deutschland
- 2015: Gallery „Das Bilderhaus“, Frankfurt am Main, Deutschland
- 2015: Galerie Stadthalle Gersfeld (Rhön), Deutschland

## Buchillustrationen
- Orit Avni-Barron: The Monster Store. Mit 20 Bildern von Costa Bernstein. Kinderbücher auf Hebräisch, 2009, Code: SFT-CHL-H-92043

## CD-Cover-Illustrationen
- Album „Creole Spirit“ – Barrelhouse Jazzband, Bauer Studios, 2012